# Bilderbergconferentie 2008
De Bilderbergconferentie van 2008 werd gehouden van 5 t/m 8 juni 2008 in het Westfields Marriott hotel, in Chantilly (Virginia) (Verenigde Staten). Vermeld zijn, indien bekend, de officiële agenda alsmede namen van deelnemers. Achter de naam van de opgenomen deelnemers staat de hoofdfunctie die ze op het moment van uitnodiging uitoefenden.

## Agenda
- Computercriminaliteit
- Een kernwapenvrije wereld
- Omgaan met financiële turbulentie
- Amerikaans buitenlandbeleid zonder verandering
- Hoe serieus zijn de bedreigingen voor onze economieën
- Islam in Europa
- Afrika
- Afghanistan: een uitdaging voor het Westen
- Iran-Pakistan
- Een blik op de toekomst
- De groeiende dreiging van het protectionisme
- Rusland
- Na Bush: De toekomst van betrekkingen tussen de VS en de EU
- Actuele zaken: verkiezingen in de VS

## Nederlandse deelnemers
- Koningin Beatrix
- Prins Willem-Alexander, kroonprins
- Jan Peter Balkenende, minister-president
- Harold Goddijn, CEO TomTom
- Victor Halberstadt, hoogleraar Economie, Universiteit van Leiden
- Neelie Kroes, Commissaris Portefeuille Mededinging, Europese Commissie
- Frans Timmermans, staatssecretaris van Europese Zaken
- Maxime Verhagen, minister van Buitenlandse Zaken

1954 ·
1955 (1) ·
1955 (2) ·
1956 ·
1957 (1) ·
1957 (2) ·
1958 ·
1959 ·
1960 ·
1961 ·
1962 ·
1963 ·
1964 ·
1965 ·
1966 ·
1967 ·
1968 ·
1969 ·
1970 ·
1971 ·
1972 ·
1973 ·
1974 ·
1975 ·
(1976) ·
1977 ·
1978 ·
1979 ·
1980 ·
1981 ·
1982 ·
1983 ·
1984 ·
1985 ·
1986 ·
1987 ·
1988 ·
1989 ·
1990 ·
1991 ·
1992 ·
1993 ·
1994 ·
1995 ·
1996 ·
1997 ·
1998 ·
1999 ·
2000 ·
2001 ·
2002 ·
2003 ·
2004 ·
2005 ·
2006 ·
2007 ·
2008 ·
2009 ·
2010 ·
2011 ·
2012 ·
2013 ·
2014 ·
2015 ·
2016 ·
2017 ·
2018 ·
2019 ·
2020 ·
2021 ·
2022 ·
2023